# Théodore de Mantin
Théodore de Mantin (ou de Manty, de Mentis) est un officier de marine français du XVIIe siècle. Il entre dans la Marine royale et parvient au rang de chef d'escadre de Guyenne, avant d'être nommé « vice-amiral des mers du Levant ». Il reste comme le principal rédacteur du règlement de 1642, qui réforme la Marine royale française.

## Biographie

### Origines et famille
Fils d'Etienne de Mantin, seigneur de Montbonneau, gouverneur de Casal puis de Grenoble (1575), chevalier des ordres du roi, et de sa seconde femme Madeleine de Brancas. Il descend par sa mère de la maison de Brancas, une famille aristocratique française issue de l’illustre maison des Brancaccio de Naples, s’est établie en France au XIVe siècle, sous Charles VII. Ses parents se marient le 10 janvier 1570.

### Carrière militaire
Il passe au service du roi de France au sein de la Marine royale. Chef d'escadre de la province de Guyenne puis vice-amiral de la flotte de Montmorency pendant la révolte de Soubise (1625). En 1627-1628, il se distingue au siège de La Rochelle où il commande un vaisseau, le Galion de Guise. Il est chargé de surveiller La Pallice, Chef de Baie et le port de La Rochelle. Il ne peut pas éviter qu'une partie de la flotte huguenote, commandée par Jean Guiton, échappe au blocus naval et aille se réfugier à Portsmouth, en Angleterre.
Il est nommé par la suite « vice-amiral des mers du Levant », et commande en cette qualité une flotte de vingt-cinq vaisseaux française lors de la reprise des îles de Lérins.
Le 3 novembre 1637, il reçoit l'ordre d'aller traiter avec les corsaires algérois un nouveau traité de paix, après ceux conclus en 1631 et 1635 par le chef d'escadre du Chalard. Le 7 novembre 1637, il appareille à Toulon avec douze gros vaisseaux et prend la route de l'Afrique du nord. Cependant, cette expédition se révèlera être un échec. 
Il est chargé par Mgr de Sourdis, archevêque de Bordeaux de réfléchir à un nouveau règlement pour régir la Marine royale. Le prélat, également lieutenant général des armées navales le qualifie à cette occasion de « personne fidèle au service de SE et de longue expérience au fait de la navigation ». 
Aux règlements maritimes de « Messieurs les Estats », il substitue des « Ordres et règlements qui doivent estre gardéz dans les vaisseaux françois ». Inspiré des règles maritimes de l'ordre de Saint-Jean de Jérusalem et des marines hollandaise et anglaise il est rédigé en compagnie du Commandeur de la Porte, intendant général de la navigation, et d'un groupe d'officiers réunis à Brouage, et approuvé le 15 novembre 1634. Cependant, ce règlement n'entrera pas en vigueur avant 1642. Il y ordonne notamment aux capitaines de bien connaître les fonctions de tous les autres officiers. Il théorise également l'utilisation de l'artillerie, en écrivant « Le canon est la principale force du navire - Ne tirez que de près ».

### Sources et bibliographie
- Philippe Fortin de La Hoguette, Pierre Dupuy, Jacques Dupuy et Giuliano Ferretti, Lettres aux frères Dupuy et à leur entourage (1623-1662), L.S. Olschki, 1997 (lire en ligne), p. 884
- Henri Sacchi, La guerre de trente ans : L'Empire supplicié, Éditions L'Harmattan, 2003, 555 p. (lire en ligne), p. 123